# Asplundia vagans
Asplundia vagans är en enhjärtbladig växtart som beskrevs av Gunnar Wilhelm Harling. Asplundia vagans ingår i släktet Asplundia och familjen Cyclanthaceae. Inga underarter finns listade.